# Медорс, Маринелл
Маринелл Медорс (англ. Marynell Meadors; род. 27 августа 1943, Нашвилл, Теннесси) — американский баскетбольный тренер и администратор. Первый тренер, достигшая 350 побед с женской сборной крупного вуза (Теннессийский технологический университет), шестикратная чемпионка Конференции долины Огайо с Теннессийским технологическим университетом, трёхкратная чемпионка конференции Metropolitan с Теннессийским технологическим университетом и Университетом штата Флорида. С первого сезона существования Женской НБА — главный тренер клуба «Шарлотт Стинг», позже — помощник главного тренера «Вашингтон Мистикс» и главный тренер «Атланта Дрим». Тренер года женской НБА (2009), двукратный финалист лиги (2010, 2011). В качестве помощника главного тренера женской сборной США — чемпионка мира 2010 года и олимпийская чемпионка 2012 года. Как главный тренер сборной Мексики — бронзовый призёр Игр Центральной Америки и Карибского бассейна (2014).

## Биография

### Детство и учёба
Медорс, уроженка Нашвилла, начала играть в баскетбол и софтбол в детстве со старшим братом Гербертом и его друзьями. Школьная программа в её время предусматривала для девочек до старших классов только общую физическую подготовку, и Маринелл, разочарованная тем, что, в отличие от мальчиков, не может заниматься командным спортом, к седьмому классу решила, что станет баскетбольным тренером.
В старших классах школы Хиллсборо Медорс участвовала в соревнованиях по баскетболу, софтболу (в котором выступала наиболее успешно) и теннису, а по её окончании поступила в Государственный университет Центрального Теннесси. В университете она, помимо этих трёх видов спорта, также выступала в вузовской сборной по волейболу. Она получила степень бакалавра по физическому воспитанию, лечебной физкультуре и активному досугу в 1965 году, а на следующий год стала магистром по физиологии спорта.

### Университетский баскетбол
Медорс начала тренировать баскетбольные команды ещё до окончания университета, в 1963 году. По завершении учёбы она с помощью Фрэн Рейл — директора спортивных программ в Государственном университете Центрального Теннесси — нашла работу преподавателем физкультуры в Теннессийском технологическом университете. Там она по собственной инициативе начала организовывать женские команды по разным видам спорта — сначала волейбольную, через два года баскетбольную, а на пятом году преподавания теннисную. Баскетбол пользовался популярностью в Теннесси, и Медорс решила, что у женского баскетбола наибольшие шансы на успех. Вскоре число студенток, занимавшихся баскетболом под её руководством, составляло от 200 до 300 человек.
После принятия в 1972 году поправок к законодательству об образовании, в число которых входил так называемый Раздел IX, запрещавший дискриминацию по половому признаку в вопросах участия в образовательных программах, женские спортивные программы в университетах стали получать финансирование; в случае Медорс первый бюджет её команд, выступавших под названием «Ужасы Теннесси» (англ. Terrors of Tennessee), составлял 100 долларов. Дополнительное финансирование члены команд зарабатывали сами, работая на расчистке территории или продавая выпечку. Медорс продолжала тренировать команду Теннессийского технологического университета до 1986 года, за это время 6 раз подряд выиграв с ней чемпионат штата, четыре чемпионата Конференции долины Огайо (в том числе дважды подряд в 1982 и 1983 годах) и два чемпионата конференции Metropolitan. Дважды она признавалась тренером года Конференции долины Огайо. Медорс стала первым тренером в истории, преодолевшим рубеж в 350 побед с женской сборной одного вуза, закончив работу в Теннессийском технологическом университете с балансом побед и поражений 363—138 (72,4 % побед). При этом ей удалось поставить работу с женской баскетбольной сборной университета на такой уровень, что та за следующие 20 лет под руководством её преемника Билла Уоррелла выигрывала чемпионат Конференции долины Огайо 12 раз.
В 1986 году Медорс приняла предложение занять пост тренера женской баскетбольной сборной Университета штата Флорида. Это был более крупный вуз, чем Теннессийский технологический университет, и тренер предполагала, что с его командой её шансы выиграть национальное первенство будут выше. Первые несколько лет Медорс занималась перестройкой и развитием баскетбольной команды университета, приняв её с балансом побед и поражений 9-19 и постепенно доведя его до 25-7. В 1991 году она выиграла со своей новой командой конференцию Metropolitan и дошла до второго круга в национальном чемпионате NCAA. В 1992 году, однако, Университет штата Флорида перешёл в Конференцию Атлантического побережья, где играли некоторые из ведущих вузовских сборных страны. В следующие несколько сезонов «Семинолы» не добивались хороших результатов, и после сезона 1995/96 Медорс рассталась с университетской командой.

### Карьера в профессиональном баскетболе и сборных
Некоторое время Медорс работала спортивным комментатором, но когда в 1997 году была сформирована Женская национальная баскетбольная ассоциация, её пригласили занять место главного тренера клуба «Шарлотт Стинг». В первые два года с командой она дважды выводила «Шарлотт» в плей-офф лиги с балансом побед и поражений 15-13 и 18-12 соответственно. В 1998 году «Стинг» проиграли в плей-офф будущим чемпионкам — «Хьюстон Кометс». В следующем сезоне, однако, клуб выступал хуже, и после 12 игр (5 побед при 7 поражениях) Медорс была уволена.
В 1999—2002 году Медорс входила в административный штат клуба «Майами Сол», где занимала пост директора по игровым кадрам и скаутингу. После этого она возобновила тренерскую работу, проведя два сезона как помощник тренера в Питтсбургском университете, а в 2005—2007 годах занимая тот же пост с клубом Женской НБА «Вашингтон Мистикс». В ноябре 2007 года новообразованный клуб НБА «Атланта Дрим» заключил контракт с Медорс в качестве главного тренера и генерального менеджера команды.
Свой первый сезон в Женской НБА «Атланта» закончила с 4 победами в 34 матчах. Однако уже в следующем году «Дрим», выбравшие в драфте будущего новичка сезона Энджел Маккатри и вернувшие в строй 6-кратную участницу матчей всех звёзд Чамик Холдскло, добились положительного баланса побед и поражений — 18-16. Такое улучшение результатов за один сезон стало вторым за всю историю лиги, и Медорс по его итогам была удостоена звания тренера года женской НБА.
В 2010 году «Атланта» продолжала улучшать свои результаты, окончив регулярный сезон с балансом побед и поражений 19-15, после чего всухую обыграла оппонентов в первых двух раундах плей-офф, уступив лишь в финале лиги в трёх матчах клубу «Сиэтл Шторм». В том же году Медорс, назначенная помощником главного тренера женской сборной США, завоевала с ней золотые медали чемпионата мира в Чехии. На следующий год Медорс и «Дрим» второй год подряд пробились в финал Женской НБА, а летом 2012 года Медорс, снова в качестве помощника главного тренера Джино Ориммы, стала с женской сборной США чемпионкой лондонской Олимпиады.
В августе 2012 года, в свой день рождения, Медорс была уволена с поста главного тренера «Атланты», к этому времени шедшей на 3-м месте в конференции с балансом побед и поражений 12-12. Комментарий ESPN связывал это увольнение с конфликтом между тренером и главной звездой клуба Энджел Маккатри, в котором владелицы команды Мэри Брок и Келли Леффлер заняли сторону последней. В 2014 году американка была назначена главным тренером женской сборной Мексики и привела её к бронзовым медалям Игр Центральной Америки и Карибского бассейна. В конце 2017 года Медорс заняла пост главного тренера только что созданного клуба Женской баскетбольной лиги высшей квалификации «Атланта Монаркс».

## Награды и звания
- 6-кратная чемпионка штата Теннесси среди вузов
- 4-кратная чемпионка Конференции долины Огайо
- 2-кратный тренер года Конференции долины Огайо (1978, 1983)[13]
- 3-кратная чемпионка конференции Metropolitan
- 2-кратный тренер года конференции Metropolitan (1990, 1991)[13]
- 2-кратная финалистка Женской НБА
- Тренер года Женской НБА (2009)
- Чемпионка мира (2010, как помощник главного тренера)
- Олимпийская чемпионка (2012, как помощник главного тренера)
- Бронзовый призёр Игр Центральной Америки и Карибского бассейна (2014)
- Член Залов спортивной славы Теннессийского технологического университета (1992[14]), Конференции долины Огайо (1993[15]) и штата Теннесси (2011)[6]